# Nicole Merry
Nicole Merry, artiestennaam van Claire Merry, is een Brits model en actrice. Ze was van juli 2003 tot september 2007 getrouwd met de Franse voetballer Thierry Henry.

## Werk
In 1997 maakte Merry haar debuut als actrice: ze speelde een stewardess in The Fifth Element. Het huwelijk met Henry vierde ze in Highclere Castle in Hampshire. De twee hadden elkaar twee jaar eerder ontmoet bij de opname van een reclamespotje voor de Renault Clio, waaraan ze beiden meewerkten.

## Privéleven
Op 27 mei 2005 beviel ze van een dochter. Henry droeg zijn eerste doelpunt dat hij na haar geboorte maakte, dat was tegen Newcastle United, aan zijn dochter op door een T-vorm met zijn vingers te maken en ze te kussen.